# ФК Младост Чибутковица
ФК Младост Чибутковица је фудбалски клуб из Чибутковице, градска општина Лазаревац, Србија. Тренутно игра у Првој општинкској лиги Лазаревац, раније у Другој Београдској лиги група Сава Основан је 1974. године. Фудбалски терен се налази у центру села.

## Историјат
Фудбал у Чибутковици је почео да се игра 1951. године у Кусањама. Најпре се користила крпена лопта, а касније је неко од мештана набавио лопта из иностраства. Општина је касније 1955. године хтела да одузме игралиште, али су фубалери у току ноћи направили стативе и обележили терен тако да су одустали од одузимања. У Кусањама се игра до 1965. године када је направљено ново игралиште, центру села.
Клуб под именом Младост Чибутковица је регистрован 1975. године. Управа месне заједнице 1982. је узела терен да би се на њему изградила нова школа. Садашње игралиште почело је да се гради 1985, а прве утакмице на њему се играју од 1989. године, а у међувремену фудбал се играо у Жупањцу, у комшилуку.
Терен фудбалског клуба Младост Чибутковица са просторијама, спада у боље терене у Београдским лигама, половина трибина би ускоро требало да буде покривена.